# سينغاساري
سينغاساري كانت مملكة جاوية بوذية هندوسية هندية تقع في شرق جاوة بين عامي 1222 و1292. تلا هذه المملكة مملكة كيديري لتكون المملكة المسيطرة في جاوة الشرقية. اسم المملكة معروف في مقاطعة سينغوساري في منطقة وصاية مالانغ، الواقعة على بعد عدة كيلومترات شمال مدينة مالانغ.

## الاصطلاح
ذُكرت سينغاساري في عدة نقوش جاوية من ضمنها باراترون. وفقًا للتقاليد، أطلق كين أروك الاسم خلال تأسيس المملكة الجديدة ليحل محل اسمها القديم، تومابل، والواقعة في وادٍ خصب مرتفع والذي يقابل حاليًا المنطقة الموجودة في مدينة مالانغ وحولها. اشتُق من كلمة سنسكريتية تعني «أسد» وساري التي ربما تعني في الجاوية القديمة إما «الروح» أو «النوم». بالتالي فإن سينغاساري يمكن أن تُترجم إلى «روح الأسد» أو «الأسد النائم». على الرغم من أن الأسد ليس حيوانًا مستوطنًا في جاوة، لكن التصوير الرمزي للأسود شائع في الثقافة الإندونيسية، ويُعزى ذلك إلى تأثير الرمزية الهندوسية البوذية.

## التأسيس
أسسها كين آروك (1182-1227/1247)، وكانت قصته قصةً شعبيةً في شرق ووسط جاوة. أُخذت معظم قصة حياة كين آروك وأيضًا التاريخ المبكر لسينغاساري من رواية باراراتون، والتي تتضمن أيضًا بعض الجوانب الأسطورية. كان كين آروك ولدًا يتيمًا وُلد من أم اسمها كين إندوك وأب مجهول (تقول بعض الروايات أنه كان ابن الإله براهما) في أراضي مملكة كيديري.
انتقل كين آروك من كونه خادمًا لتونغول أميتونغ، حاكم إقليمي في تومابيل (حاليًا مالانغ) ليصبح حاكمًا لجاوة في مملكة كيديري. يُعتبر مؤسس سلالة راجاسا في كل من سنغاساري ولاحقًا سلسلة ملوك إمبراطورية الماجاباهيت. اغتيل على يد أنوساباتي، انتقامًا لمقتل والده تونغول أميتونغ. اغتال بانجي توجايا ابن كين آروك أنوساباتي، لكنه بدوره لم يحكم سوى بضعة أشهر فقط في عام 1248 قبل أن يثور عليه ابن أخيه. حكم هذان الاثنان، رانجا ووني وماهيشا تشامبكا، معًا تحت اسمي فيشنوفاردانا وناراسيمامورتي.

## التوسع

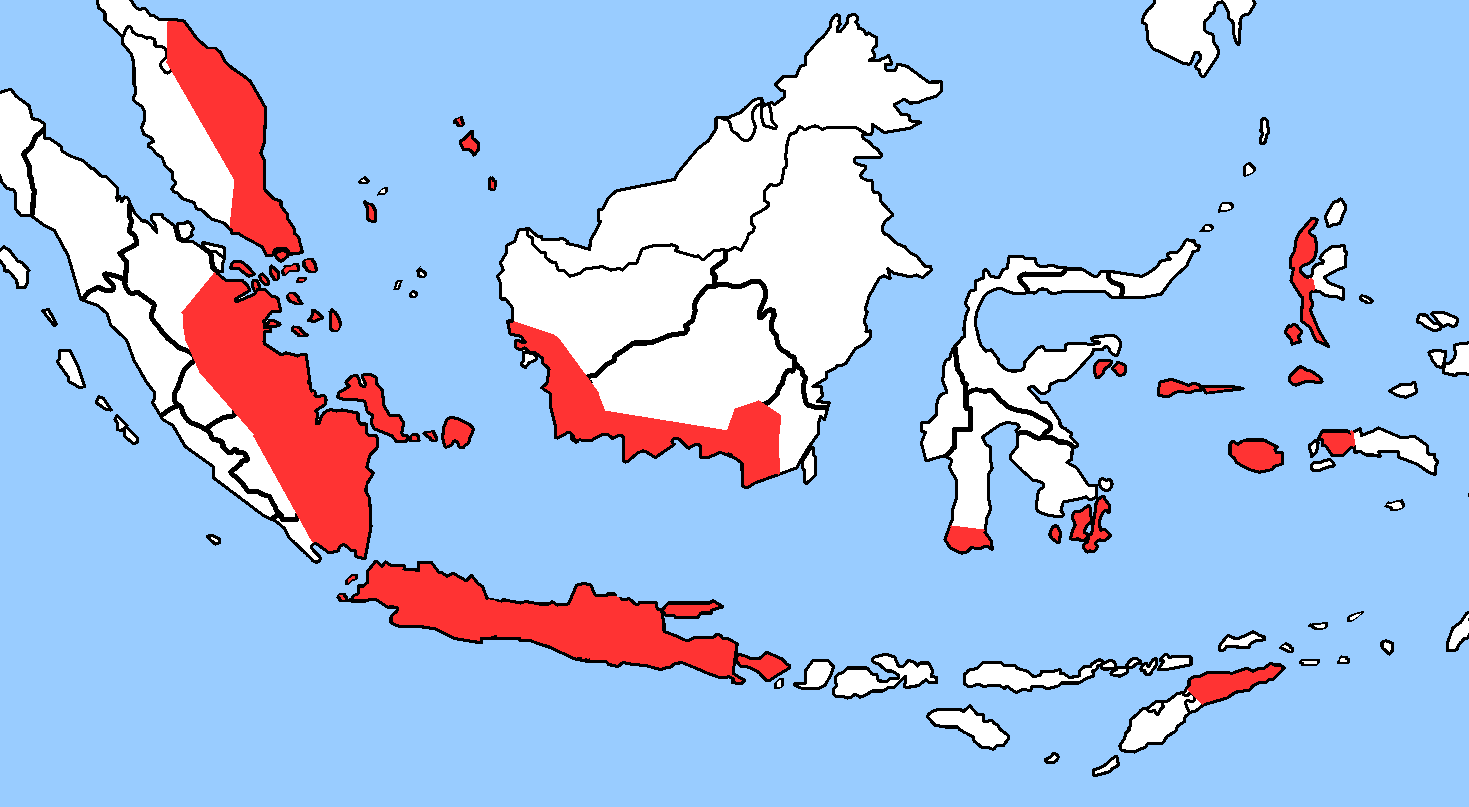
أرض سينغاساري في أقصى توسعاتها خلال عام 1291

في عام 1975، شن الملك الطموح كارتانيغارا، خامس حاكم لسينغاساري كان يحكم منذ 1254، حملةً بحرية سلمية شمالًا باتجاه البقايا الضعيفة لمملكة سريفيجايا. ردًا على الغارات المستمرة لقراصنة سيلون وغزو مملكة تشولا من الهند التي احتلت ولاية قدح التابعة لإمبراطورية سريفيجايا في عام 1205. كانت جامبي هي الأقوى بين ممالك المالايا هذه، وكانت قد استولت على عاصمة سريفيجايا في عام 1088، ثم على مملكة دارماسريا ومملكة تيماسيك في سنغافورة، ومن ثم على الأقاليم المتبقية. كان الأدميرال ماهيسا آنابرنغ (المعروف أيضًا باسم أدوايا براهمان) يقود البعثة التي كانت تدعى بامالايو إلى منطقة مالايا، وكان الهدف منها تأمين مضيق مالايا، و«طريق الحرير البحري» ضد غزو مغولي محتمل وضد قراصنة البحر الخطيرين. بعد ذلك تعهدت ممالك المالايا هذه بالولاء للملك. لطالما رغب الملك كيرتانيغارا في التفوق على سريفيجايا بوصفها إمبراطورية بحرية إقليمية، تسيطر على طرق التجارة البحرية من الصين إلى الهند.
تؤرخ حملة مانالايو منذ عام 1275 حتى عام 1292، منذ زمن سينغاساري وماجاباهيت، في سجل ناغاراكراتاغاما الجاوي. تحول إقليم سينغاساري بالتالي إلى إقليم ماجاباهيت. في عام 1284، أطلق الملك كيرتانيغارا حملة معادية من بابالي إلى بالي، والتي كانت سببًا في دمج بالي مع إقليم مملكة سينغاساري. أرسل الملك أيضًا قوات، وحملات ومبعوثين إلى ممالك أخرى قريبة مثل مملكة سوندا-غالو، ومملكة باهانغ، ومملكة بالاكانا (كالمانتان/بورنيو)، ومملكة غورون (مالوكو). أسس أيضًا تحالفًا مع ملك تشامبا (فيتنام).
ألغى الملك كيرتانيغارا كليًا أي نفوذ لسريفيجايا من جاوة وبالي في عام 1290. لكن الحملات الواسعة النطاق أرهقت معظم القوات العسكرية للمملكة وتسببت لاحقًا في إثارة مؤامرة قاتلة ضد الملك الغافل كيرتانيغارا.